# Jambische trimeter
De jambische trimeter, of senarius, is een versvorm bestaande uit drie metrische eenheden, waarvan elk is opgebouwd uit twee jamben.

## Latijn
De klassieke Latijnse poëzie is kwantitatief van aard: bij het bepalen van zware en lichte lettergrepen is niet klemtoon, maar de lengte van lettergrepen op basis van morae van belang.
De senarius kan in twee vormen voorkomen. Enerzijds acatalectisch, dat wil zeggen dat er geen lettergreep ontbreekt aan het vers. De laatste lettergreep van het vers kan echter wel anceps (ofwel lang of kort) zijn. In theorie kan elke jambe daarenboven vervangen worden door een anapest, dactylus, spondee, tribrachys of proceleusmaticus; dit proces van vervanging heet substitutie.
Quae se laudari gaudent verbis subdolis,
serae dant poenas turpi paenitentia. (Phaedrus. Fabularum Aesopiarum liber I, 13: Vulpes et Corvus)
Anderzijds is er de zogenaamde hinkjambe (ook scazon, choliambe of Hipponactius), waarin de laatste jambe wordt vervangen door trochee.
Suffenus iste, Vare, quem probe nosti,
homo est venustus et dicax et urbanus,
idemque longe plurimos facit versus. (Catullus. 22)